# Pedro Alejandrino Centeno
Pedro Alejandrino Zenteno o Pedro Alejandro Centeno (Piedra Blanca, Catamarca, Virreinato del Río de la Plata, 20 de enero de 1794 - Catamarca, Argentina, 9 de octubre de 1853) fue un sacerdote y político argentino que formó parte del Congreso que sancionó la Constitución Argentina de 1853.

## Biografía
Fue hijo de Anastasio Zenteno, de antepasados chilenos y de tercera generación residente en Catamarca, y de su esposa Teresa Campos. Estudió en su ciudad natal y en Córdoba, donde se doctoró en teología y en derecho canónico y se ordenó sacerdote a mediados de la década de 1810. regresó a su provincia natal, donde ejerció como cura de la iglesia matriz.
En 1822 formó parte de la Asamblea Constituyente y Legislativa de la Provincia de Catamarca, que el 15 de julio de 1823 sancionó el primer "Reglamento Constitucional para la nueva Provincia de Catamarca", en el que Centeno tuvo activa participación.
Durante la década de 1820, Centeno formó en las filas del partido federal, apoyando a los gobernadores Ruzo y Figueroa. Perseguido durante el dominio unitario de Gutiérrez y Díaz de la Peña, sufrió algunos días de arresto.
Cuando, en el año 1831, Figueroa recuperó el poder para los federales, ayudado por Facundo Quiroga, llevó como su ministro general de gobierno a Centeno. Tras el fallecimiento de Figueroa, continuó siendo ministro de su sucesor, Valentín Aramburu, también federal, electo en 1833.
El 22 de abril de 1834, Centeno asumió como gobernador delegado de Aramburú, que viajó a Tucumán a reunirse con el gobernador Alejandro Heredia. El 20 de mayo, mientras ejercía el gobierno delegado, el coronel Felipe Figueroa, hijo del exgobernador, depuso oficialmente a Aramburú; la legislatura nombró gobernador interino a Centeno, pero horas después nombró en su lugar a Navarro.
Centeno pasó los años siguientes dedicado al culto religioso y a la enseñanza en una escuela particular, hasta el año 1841, en el que – derrocado el gobernador José Cubas, aliado de los unitarios – volvieron al poder los federales. Fue miembro de la legislatura provincial durante el gobierno de Santos Nieva y Castilla y el de su sucesor, Manuel Navarro; éste lo nombró su ministro de gobierno en 1848, cargo que pudo ejercer durante un período relativamente pacífico, que aprovechó para ordenar las cuentas y organizar un cierto avance de la educación pública. Por presión de Rosas expulsó oficialmente de la provincia a los jesuitas, si bien no parece que hubieran residido en Catamarca.
Simultáneamente, durante todo el período, Centeno ejerció como visitador eclesiástico de las parroquias y capillas de la provincia, actividad en que demostró dedicación, y visitó casi todos los pueblos de la provincia.
En 1852 falleció Navarro, al que le sucedió en el cargo Pedro José Segura. Éste hizo elegir a los diputados de la provincia al Congreso General Constituyente que se reunió a principios del año siguiente en Santa Fe. Por la provincia de Catamarca fueron elegidos el padre Pedro Centeno y otro de los diputados, que se excusó; por ello la provincia eligió como su segundo representante al correntino Pedro Ferré, que jamás había estado en Catamarca.
Centeno se incorporó al Congreso, donde defendió las posturas federales y conservadoras. Sus participaciones más destacadas en la discusión fueron en contra de la libertad de culto. Sancionada la Constitución el 1 de mayo de 1853, Zenteno escribió a varios personajes de su provincia para que ésta fuera rechazada por la cuestión religiosa. Cuando la legislatura provincial se aprestaba a rechazar la Constitución, el oportuno "sermón de la Constitución", pronunciado por Fray Mamerto Esquiú, logró la aceptación del texto constitucional, a pesar de la declarada oposición de la enorme mayoría de la provincia a la libertad de cultos, en homenaje a la necesidad urgente de la organización constitucional.
Regresado a Catamarca, falleció en esa ciudad a fines de ese mismo año.